# بی‌آبرو (فیلم)
بی‌آبرو (به انگلیسی: Dishonored) یک فیلم جاسوسی رمانتیک محصول پارامونت پیکچرز به کارگردانی و تدوین جوزف فون اشترنبرگ (به طور مشترک با دنیل ن. روبین) در سال ۱۹۳۱ ساخته شده است. طراحی لباس توسط تراویس بانتون انجام شده است. در این فیلم مارلنه دیتریش، ویکتور مک‌لاگلن، گوستاو فون زیفرتیتس و وارنر اولاند بازی می کنند.